# آرمیک آرنا

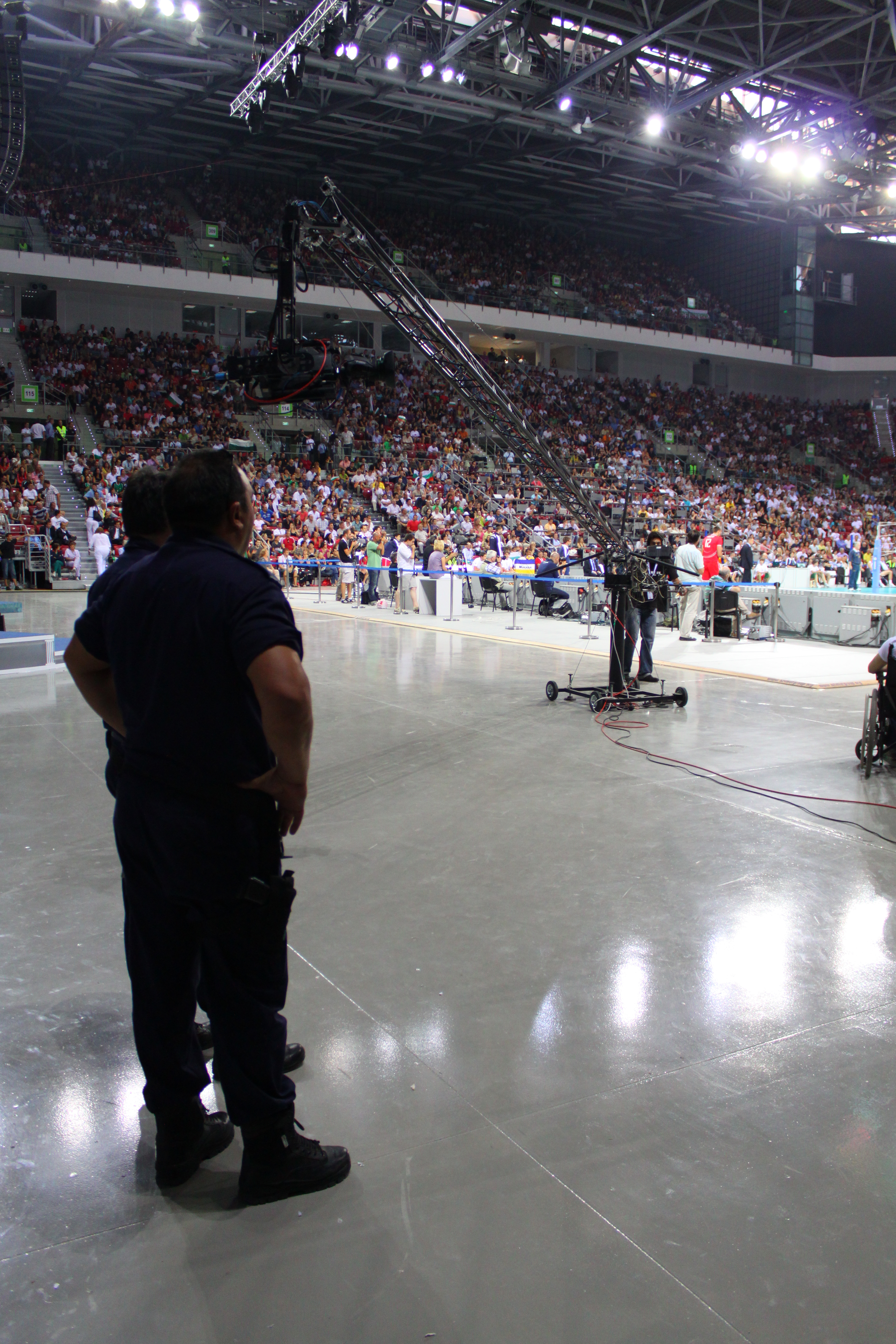
نمایی از آرمیک آرنا

آرمیک آرنا (انگلیسی: Arena Armeec) ورزشگاه داخلی چند منظوره واقع در صوفیه، بلغارستان است. ظرفیت صندلی‌های سالن ۱۲٬۳۷۳ است که برای کنسرت‌ها می‌تواند به ۱۷۰۰۰ نفر نیز برسد. این سالن قبل از شرکت بیمه بلغاری آرتمیس حقوق نامگذاری را تا سال ۲۰۱۷ خریداری کند در ابتدا صوفیه آرنا نامیده شد. برای این مجموعه ۸۸۷ پارکینگ موجود است.